# Główny Urząd Przywozu i Wywozu
Główny Urząd Przywozu i Wywozu – organ Ministerstwa Przemysłu i Handlu, istniejący w latach 1920-1924, ustanowiony w celu kierowania obrotem towarowym z zagranicą oraz kontrolowania zasad ruchu towarowego i opłat celnych.

## Powołanie Urzędu
Na podstawie ustawy z 1920 r. o obrocie towarowym z zagranicą ustanowiono Główny Urząd Przywozu i Wywozu. Ustawa powstała w miejsce dekretu z 1919 r. o wywozie towarów za granicę, przywozie z zagranicy i przewozie tranzytowym. Dekret określił, że przywóz wszelkich towarów do państwa i ich wywóz z państwa oraz przewóz tranzytowy przez obszar państwa bez osobnego pozwolenia Ministra Skarbu był zakazany. 
Wykonanie ustawy poruczono Ministrowi Przemysłu i Handlu w porozumieniu z innymi ministrami.

## Struktura Urzędu
W skład Urzędu wchodziły: 
- Główny Urząd Przywozu i Wywozu - jako wyższa instancja,
- Izby Przywozu i Wywozu, powstałe w poszczególnych gałęziach gospodarczych dla celów kierowania obrotem z zagranicą w danej gałęzi,
- okręgowe urzędy przywozu i wywozu powstałe w tych gałęziach gospodarczych, które nie posiadały Izb Przywozu i Wywozu i które działały jako niższe instancje.

## Skład Głównego Urzędu
W skład Głównego Urzędu Przywozu i Wywozu wchodziły:
- przewodniczący, mianowany przez Ministra Przemysłu i Handlu w porozumieniu z Ministrem Skarbu;
- dwóch przedstawicieli Ministerstwa Przemysłu i Handlu,
- dwóch przedstawicieli Ministerstwa Skarbu,
- jeden przedstawiciel Ministerstwa Rolnictwa i Dóbr Państwowych,
- jeden przedstawiciel Ministerstwa Aprowizacji,
- jeden przedstawiciel Ministerstwa Kolei Żelaznych.

## Zakres działania Głównego Urzędu
Główny Urząd Przywozu i Wywozu wykonywał nadzór nad obrotem towarów z zagranicą. W szczególności Główny Urząd Przywozu i Wywozu:
- ustalał rodzaje towarów, których przywóz był zabroniony lub objęty  specjalnym pozwoleniem,
- zwalniał poszczególne partie towarów od zakazu przywozu, względnie wywozu.
- przestawiał wnioski, dotyczące walut, za które mogą być sprzedawane towary zagranicą oraz wysokości opłat i premii wywozowych,
- zatwierdzał  wnioski Izb Przywozu i Wywozu, do czego  Główny Urząd został upoważnionych, w przedmiocie ustalania ryczałtów wywozowych, przeznaczonych dla prywatnych transakcji wyrównawczych,
- wydawał pozwolenia na poszczególne transakcje wyrównawcze i nadzorował ich prawidłowe przeprowadzanie.
- normował  na dany okres czasu ryczałty najniższego wywozu przymusowego, względnie dozwolonego najwyższego dla poszczególnych gałęzi wytwórczości,
- rozstrzygał sprzeciwy, zgłoszone przez komisarzy rządowych przy Izbach Przywozu i Wywozu,
- ustalał jednolity sposób postępowania Izb Przywozu i Wywozu lub okręgowych urzędów przywozu i wywozu przy dokonywaniu czynności, wchodzących w zakres ich działania oraz wysokość opłat manipulacyjnych, pobieranych przez te władze przy wydawaniu pozwoleń na wywóz, względne na przywóz.
- ustalał na podstawie umów międzynarodowych lub wskazań Rządu zasady ruchu tranzytowego przez obszar Rzeczypospolitej Polskiej dla poszczególnych państw oraz wydaje pozwolenia tranzytowe.
- rozstrzygał spory wynikłe w Izbach Przywozu i Wywozu i w okręgowych urzędach przywozu i wywozu, rozpatrywał zażalenia, zgłoszone przez osoby trzecie na działalność Izb Przywozu i Wywozu i okręgowych urzędów przywozu i wywozu.
- nadzorował działalność Izb Przywozu i Wywozu i okręgowych urzędów przywozu i wywozu oraz przedstawiał wnioski w zakresie ogólnej polityki przywozowo-wywozowej.

## Zakres działania Izby Przywozu i Wywozu
W zakresie występujących gałęzi gospodarczych izby Przywozu i Wywozu:
- udzielały pozwoleń na wywóz, względnie na przywóz, warunki płatności, ewentualnie zabezpieczeń, akredytyw i terminy wpłacania waluty,
- przedstawiały Głównemu Urzędowi wnioski w przedmiocie ryczałtów wywozu oraz periodycznego ustalania ryczałtów wywozowych,
- określania walut, za które towary były sprzedawane na wywóz;
- ustalania wysokości opłat i premii wywozowych,
- prowadziły statystykę pod względem ilości i wartości przywożonych i wywożonych surowców, półfabrykatów, gotowych towarów oraz środków pomocniczych.
- zbierały wiadomości o cenach i koniunkturach na rynkach zagranicznych,
- przedstawiały Głównemu Urzędowi szczegółowe sprawozdania z działalności w ustalonych  okresach czasowych,
- sprawowanie nadzoru nad działalnością wywożących i przywożących, który obowiązani były ten nadzór Izbom ułatwiać.

## Zakres działania Okręgowego Urzędu Przywozu i Wywozu
Okręgowe Urzędy Przywozu i Wywozu spełniały określone czynności w stosunku do gałęzi gospodarczych, które nie posiadały Izb Przywozu i Wywozu.

## Rodzaje obrotu towarowego z zagranicą
Towary przywożone i wywożone dzieliły się na następujące rodzaje:
- towary, których przywóz względnie wywóz po spełnieniu określonych warunków, nie wymagał specjalnego pozwolenia;
- towary, których przywóz względnie wywóz był zabroniony;
- towary, które przywozić, względnie wywozić można było jedynie za specjalnym pozwoleniem.

## Zniesienie Urzędu
Na podstawie ustawy z 1924 r. o naprawie Skarbu Państwa i poprawie gospodarstwa społecznego przyjęto decyzję o reorganizacji urzędów miar i urzędów probierczych oraz zniesienie odrębnego urzędu wywozu i przywozu.